# Stora Hällesjön
Stora Hällesjön är en sjö i Oskarshamns kommun i Småland och ingår i Emåns huvudavrinningsområde. Sjön är 5 meter djup, har en yta på 0,356 kvadratkilometer och befinner sig 67,3 meter över havet.

## Delavrinningsområde
Stora Hällesjön ingår i det delavrinningsområde (634664-152222) som SMHI kallar för Inloppet i Hammarsjön. Medelhöjden är 74 meter över havet och ytan är 20,17 kvadratkilometer. Det finns ett avrinningsområde uppströms, och räknas det in blir den ackumulerade arean 92,76 kvadratkilometer. Lillån (Hammarsboån) som avvattnar avrinningsområdet har biflödesordning 2, vilket innebär att vattnet flödar genom totalt 2 vattendrag innan det når havet efter 29 kilometer. Avrinningsområdet består mestadels av skog (89 %). Avrinningsområdet har 0,36 kvadratkilometer vattenytor vilket ger det en sjöprocent på 1,8 %.